# Nekrolog 1411
Nekrolog
◄◄
| ◄
| 1407
| 1408
| 1409
| 1410
| 1411 | 1412 | 1413 | 1414 | 1415 | ► | ►►
Weitere Ereignisse | Allgemeiner Nekrolog 1411
Die Beschreibung der verstorbenen Person sollte so kurz wie möglich gehalten sein und nur deren signifikante Tätigkeit(en) enthalten.
Neue Namen ggf. auch unter dem Geburts- und Sterbedatum, also etwa unter 1. Januar und im Geburts- und Sterbejahr (2024) eintragen (nur bei entsprechender großer Wichtigkeit). Für Beispiele siehe die schon vorhandenen Artikel.
Außerdem über die fünf zuletzt Verstorbenen, zu denen es einen ausreichend guten Artikel für eine Präsentation auf der Hauptseite gibt, nach der todesbedingten Überarbeitung der Artikel ggf. auch unter Wikipedia Diskussion:Hauptseite informieren und sie am besten auch in den anderen Wikipedia-Sprachversionen eintragen. Tipp: Regelmäßig bei news.google.de nach „ist tot“, „gestorben“ oder „verstorben“ suchen.
Wenn eine Person gestorben ist, gibt es viele Seiten zu dieser Person in der Wikipedia, die davon auch betroffen sind und entsprechend aktualisiert werden müssen. Beispiele: Namenübersichtsseite, Geburtsjahr, Geburtsort-Seiten und viele mehr.
Wie finde ich die betroffenen Seiten?
Im Suchfeld auf der linken Seite gibt man den Suchbegriff so ein: „Vorname Nachname“. Dann klickt man auf Volltext und alle Seiten mit entsprechendem Suchtext werden aufgerufen. Hier sieht man dann schnell, wo auch das Todesjahr Sinn macht oder sogar ein Teil des Artikels angepasst werden muss. Auch hilft das „Werkzeug“ auf der linken Seite sehr gut, um solche Seiten aufzufinden: „Links auf diese Seite“. Somit ist die Wikipedia wieder aktuell in allen Bereichen! Hinweis: bei Eintragung der Kategorie „Gestorben JAHR“ wird der Missbrauchsfilter 49 ausgelöst, was jedoch nicht schlimm ist. Siehe: Spezial:Missbrauchsfilter/49
Dies ist eine Liste von im Jahr 1411 verstorbenen bekannten Persönlichkeiten. Die Einträge erfolgen innerhalb der einzelnen Daten alphabetisch sortiert. Tiere sind im Nekrolog für Tiere zu finden.

## Januar
| Tag        | Name                    | Beruf, bekannt als                                           | Alter | Beleg |
| ---------- | ----------------------- | ------------------------------------------------------------ | ----- | ----- |
| 10. Januar | Johanna van Abcoude     | niederländische Adelige und Nonne                            |       |       |
| 12. Januar | Heilmann von Wattenheim | deutscher Priester, Stiftsdekan und Legat                    |       |       |
| 18. Januar | Hartnid Gleusser        | salzburgischer Geistlicher                                   |       |       |
| 18. Januar | Jobst von Mähren        | römisch-deutscher König, Markgraf von Mähren und Brandenburg |       |       |

## Februar
| Tag         | Name                  | Beruf, bekannt als              | Alter | Beleg |
| ----------- | --------------------- | ------------------------------- | ----- | ----- |
| 6. Februar  | Esau de’ Buondelmonti | Despot in Epirus (1385/86–1411) |       |       |
| 15. Februar | Corrado Caracciolo    | Kardinal der Römischen Kirche   |       |       |

## März
| Tag     | Name       | Beruf, bekannt als | Alter | Beleg |
| ------- | ---------- | ------------------ | ----- | ----- |
| 4. März | Johann     | Herr von Hanau     |       |       |
| 5. März | Ulrich II. | Bischof von Lavant |       |       |

## April
| Tag       | Name      | Beruf, bekannt als                             | Alter | Beleg |
| --------- | --------- | ---------------------------------------------- | ----- | ----- |
| 12. April | Robert I. | Markgraf von Pont-à-Mousson und Herzog von Bar | 66    |       |

## Mai
| Tag     | Name                | Beruf, bekannt als                                         | Alter | Beleg |
| ------- | ------------------- | ---------------------------------------------------------- | ----- | ----- |
| 14. Mai | Margarete von Kleve | älteste Tochter Graf Adolfs I. von Kleve                   |       |       |
| 29. Mai | Hermann von Alen    | deutscher Kaufmann und Bürgermeister der Hansestadt Lübeck |       |       |
| Mai     | Nicolaus von Renys  | preußischer Ritter                                         |       |       |

## Juni
| Tag     | Name                     | Beruf, bekannt als    | Alter | Beleg |
| ------- | ------------------------ | --------------------- | ----- | ----- |
| 3. Juni | Leopold IV. von Habsburg | Herzog von Österreich |       |       |

## Juli
| Tag      | Name                                | Beruf, bekannt als                            | Alter | Beleg |
| -------- | ----------------------------------- | --------------------------------------------- | ----- | ----- |
| 15. Juli | Jean Petit                          | französischer Jurist und Theologe             |       |       |
| 26. Juli | Elisabeth von Hohenzollern-Nürnberg | deutsche Königin und Kurfürstin von der Pfalz |       |       |

## August
| Tag       | Name                 | Beruf, bekannt als                                                            | Alter | Beleg |
| --------- | -------------------- | ----------------------------------------------------------------------------- | ----- | ----- |
| 4. August | Walther von Köckritz | deutscher römisch-katholischer Geistlicher; Domherr und Bischof von Merseburg |       |       |

## September
| Tag           | Name                       | Beruf, bekannt als                                                   | Alter | Beleg |
| ------------- | -------------------------- | -------------------------------------------------------------------- | ----- | ----- |
| 28. September | Zbynko Zajíc von Hasenburg | Erzbischof von Prag                                                  |       |       |
| September     | Anne Mortimer              | Tochter von Roger Mortimer, 4. Earl of March, und Eleanor de Holland | 20    |       |

## Oktober
| Tag         | Name                 | Beruf, bekannt als                                           | Alter | Beleg |
| ----------- | -------------------- | ------------------------------------------------------------ | ----- | ----- |
| 10. Oktober | Nikolaus von Bunzlau | Benediktiner, Bischof von Abelone und Weihbischof in Breslau |       |       |
| 19. Oktober | Kuno von Stoffeln    | Fürstabt                                                     |       |       |

## November
| Tag          | Name                      | Beruf, bekannt als                            | Alter | Beleg |
| ------------ | ------------------------- | --------------------------------------------- | ----- | ----- |
| 22. November | Johann I. von Egloffstein | Fürstbischof des Bistums Würzburg (1400–1411) |       |       |

## Dezember
| Tag         | Name                                 | Beruf, bekannt als | Alter | Beleg |
| ----------- | ------------------------------------ | ------------------ | ----- | ----- |
| 9. Dezember | John Darcy, 5. Baron Darcy de Knayth | englischer Adliger |       |       |

## Datum unbekannt
| Tag       | Name                        | Beruf, bekannt als                                               | Alter | Beleg |
| --------- | --------------------------- | ---------------------------------------------------------------- | ----- | ----- |
|           | Erich IV.                   | Herzog von Sachsen-Lauenburg                                     |       |       |
|           | Paolo di Giovanni Fei       | italienischer Maler                                              |       |       |
|           | Jacobus                     | Titularbischof von Constantia und Weihbischof im Bistum Schwerin |       |       |
|           | Nephon Kausokalybites       | griechisch-orthodoxer Mönch und Asket                            |       |       |
|           | Conrad Letzkau              | deutscher Bürgermeister der Danziger Rechtstadt                  |       |       |
| April/Mai | Heinrich VI. von Rottenburg | Hauptmann an der Etsch und Burggraf auf Schloss Tirol            |       |       |
|           | Bruno Warendorp             | Ratsherr der Hansestadt Lübeck                                   |       |       |